# BMW HP2 Megamoto
La BMW HP2 Megamoto è una motocicletta del tipo supermotard prodotta dalla casa motociclistica tedesca BMW a partire dal 2006 fino al 2008.

## Contesto
Presentata nell'ottobre del 2006 al Intermot di Colonia, la Megamoto è stata assemblata nello stabilimento BMW di Berlino a Spandau fino a novembre 2008.

## Descrizione
La HP2 Megamoto è una motard a ruote alte con pneumatici semi slick, dove la sigla HP sta per "High Performance". Basata sul motore e sull'elettronica della R1200 GS, utilizza però diverse componenti peculiari per questo modello per meglio adattarsi ad un uso più stradale: il telaio è totalmente diverso ed è del tipo a un telaio a traliccio in tubi di acciaio (con il layout del telaio che è basato su quello della moto da rally BMW R 900RR del 1999–2001), adottando una forcella convenzionale rovesciata della Marzocchi con un diametro del tubo 45 millimetri, anziché una Telelever. Il forcellone posteriore è composto da un monobraccio forgiato in alluminio con Paralever con al centro il gruppo molla-ammortizzatore Öhlins, con una corsa di 160 mm.
L'impianto frenante della Brembo deriva dalla BMW R1200 S. I due freni a disco flottanti all'anteriore hanno un diametro di 320 mm e vengono azionati da pinze fisse a 4 pistoncini. Sul posteriore è presente un freno a disco con un diametro di 265 mm e una pinza flottante a doppio pistoncino. ABS era optional.
La Megamoto è dotata di serie di ruote con cerchi in alluminio pressofuso con dimensioni del cerchione pari 3,50x17" davanti e 5,50x17" dietro. Le ruote in alluminio forgiato erano disponibili come optional. Gli pneumatici all'avantreno misuravano 120/70 ZR 17 mentre al retrotreno 180/55 ZR 17. Il pannello centrale del serbatoio del carburante, il pannello del faro e il copriruota anteriore sono realizzati in plastica rinforzata con fibra di carbonio.
Il serbatoio del carburante è in polietilene e ha una capacità di 13 litri, di cui 4 di riserva. 
La Megamoto rispetto all'HP2 Enduro, è più bassa, ha una corsa delle sospensioni più corta e ruote da 17" più piccole con pneumatici stradali, con un'altezza della sella inferiore. 
Il motore boxer bicilindrico a quattro tempi dotato di sistema di raffreddamento ad aria e olio, ha un albero a camme per bancata e quattro valvole per cilindro, per un totale di 8. I due cilindri hanno un alesaggio di 101 mm e una corsa di 73 mm. I coperchi delle valvole sono realizzati in una lega di alluminio e magnesio per ridurne il peso.
Inoltre sempre in confronto a quest'ultima, il rapporto di compressione è passato da 11:1 aumentata a 12:1, con un aumento di potenza pari a 6 kW (8 CV). A differenza della GS, il motore non funge da elemento portante del telaio. È presente un catalizzatore a tre vie comandato da una sonda lambda per poter rientrare nelle normative sulle emissioni Euro 3. Il sistema di scarico 2 in 1 a due condotti viene fornito dalla Akrapovič.
La frizione, del tipo a secco monodisco, è azionata idraulicamente ed è coadiuvata da una trasmissione a sei marce.

## Attività sportiva
Il 21 luglio 2007 il pilota Gary Trachy alla guida di una HP2 Megamoto omologata per uso stradale, ha  partecipato all'85° Pikes Peak International Hill Climb nella classe 1200 cm³, ottenendo la vittoria di classe e registrando un nuovo record, percorrendo la salita in 11,46 minuti..